# Mudir Al-Radaei
Mudir Al-Radaei (30 novembre 1989) è un calciatore yemenita, difensore dell'Al-Arabi e della nazionale yemenita.

## Carriera

### Club
Ha giocato nel campionato yemenita, bahreinita e qatariota.

### Nazionale
Ha esordito in nazionale nel 2012 e preso parte alla Coppa d'Asia 2019.